# Raymond Burnier

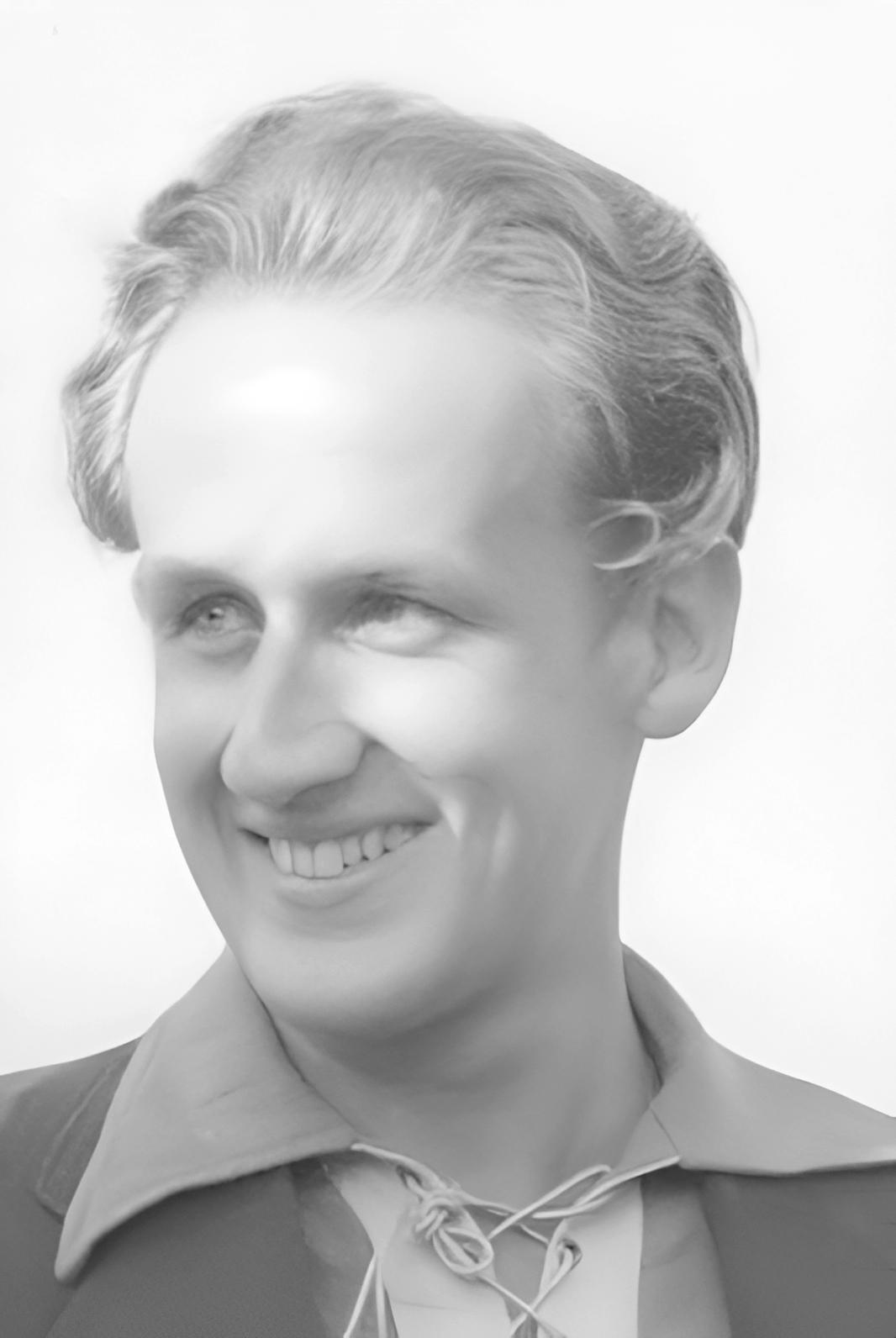
Raymond Burnier

Raymond Burnier (* 1912 in Lausanne; † 1968) war ein schweizerischer Fotograf.

## Leben
Raymond Burnier entstammte einer reichen schweizerischen Familie, sein Grossvater gehörte zu den Erfindern der Kondensmilch, die später von Nestlé vermarktet wurde. Seine Kindheit verbrachte er überwiegend auf einer Farm in Algerien. Früh begeisterte er sich für Fotografie. 1931 begegnete er bei einem Ausflug an die Côte d’Azur Alain Daniélou, der sein Lebenspartner wurde, obwohl Burnier nach dem Zweiten Weltkrieg die indische Theosophin Radha Burnier heiratete. Mit Daniélou unternahm er ab 1932 zahlreiche Reisen, die beide zunächst nach Afghanistan führten, wo sie Prinz Mohammed Haschim Khan besuchten. Auf weiteren Reisen gelangten sie nach China, Japan, Indonesien und in die USA. Schliesslich liess sich Burnier in Indien nieder und nannte sich dort Har Sharan. Stets mit seiner Leica unterwegs, liess er sich von den hinduistischen Skulpturen faszinieren und fotografierte den Tempelbezirk von Khajuraho, die Hindutempel von Bhubaneswar und den Sonnentempel von Konark. In seiner Sichtweise wurde er vom britischen Fotografen Cecil Beaton beeinflusst, der in Indien sein Gast war. Burniers Aufnahmen wurden im Zentrum Alain Daniélou in Zagarolo bei Rom, im Museum of Modern Art in New York (1949) und im Musée de l’Elysée in Lausanne ausgestellt.

## Publikationen
- Illustrationen zu Schriften von Alain Daniélou: L'Erotisme Divinisé, The Hindu Temple: Deification of Eroticism, Visages de l'Inde médiévale, L'Inde traditionnelle. Photographien, 1935–1955.
- Illustrationen zu ausgewählten Schriften (Selected Writings) von Stella Kramrisch.
- Alain Daniélou and Raymond Burnier, Faces of medieval India. Hermann, Paris 1985. 79 originale Fotografien.